# Congrès international des mathématiciens de 1897
Le Congrès international des mathématiciens de 1897 (en abrégé ICM 1897) a été le premier Congrès International des Mathématiciens tenue à Zurich du 9 août au 11 août de 1897.

## Idée de congrès
Georg Cantor a été l'un des premiers à faire pression pour des conférences mathématiques internationales. En 1888, il proposa une rencontre entre mathématiciens allemands et français et plus tard, entre 1894 et 1896, il contacta plusieurs grands mathématiciens proposant une conférence internationale. Il avait le soutien de Felix Klein, Heinrich Weber, Émile Lemoine et d'autres. Cantor proposa qu'une conférence d'essai se tienne en 1897, soit en Suisse, soit en Belgique. Il s'est rendu compte que des options neutres étaient nécessaires pour que les mathématiciens français et allemands y assistent. Il propose que la première véritable conférence ait lieu à Paris en 1900. Il devient vite évident que des deux options, Suisse ou Belgique, la Suisse est privilégiée en raison de sa réputation internationale. La Société mathématique allemande et la Société mathématique de France ont approuvé ces idées et sont convenues de contacter Carl Geiser à Zurich. Le congrès de 1897 a connu un tel succès que, plutôt que de le considérer comme un congrès d'essai, il est devenu le premier congrès international des mathématiciens. Notons que les règlements édictés lors de ce congrès ont été les principes directeurs des congrès suivants et influencent encore aujourd'hui le style des congrès.

## Histoire
Après que le projet d'un Congrès international des mathématiciens eut été proposé il y a plusieurs années, et depuis lors, il avait été discuté avec enthousiasme par des experts d'une grande variété de nations, on a demandé à plusieurs reprises aux mathématiciens zurichois s'ils étaient prêts à faire une première tentative et à tenir un Rencontre internationale de mathématiciens.

La proposition ayant été accueillie avec beaucoup de sympathie en Suisse et à l'étranger, le professeur Carl Friedrich Geiser a promis d'inviter les mathématiciens zurichois à une discussion préliminaire sur le sujet le mardi 21 juillet, au moyen d'une circulaire du 16 juillet 1896 qui disait ceci:
Zurich, le 16 juillet 1896

Cher Monsieur!

Comme vous le savez, il a déjà été suggéré à plusieurs reprises de réunir les mathématiciens de différents pays lors d'un congrès international, qui devrait être répété à intervalles appropriés. Récemment, il a été spécifiquement proposé (notamment par MM. Heinrich Weber à Strasbourg et Felix Klein à Göttingen) qu'une première réunion de ce type se tienne à Zurich en 1897.

Les comités exécutifs de la Société mathématique allemande et de la Société mathématique de France ont approuvé ce projet et les présidents des sociétés susmentionnées m'ont contacté à cet effet.

J'ai alors organisé les démarches introductives potentiellement nécessaires pour les mathématiciens de Zurich et vous invite à assister à une réunion préliminaire le mardi 21 juillet à 17h dans la salle de conférence 10c de l'École polytechnique.

Respectueusement votre

Geiser